# Kroppefjäll
 Coordenadas : formato inválido
Kroppefjäll é um planalto da província histórica da Dalsland. O seu ponto mais alto tem 231 metros. Este planalto está localizado na proximidade de Mellerud. Kroppefjäll é uma reserva natural e zona de turismo e de recreação.